# 劉迥
劉迥（？—780年），字陽卿，唐朝徐州彭城縣人。劉藏器之孫，劉知幾第六子。
好學，善屬文，以剛直著稱。天寶中進士及第，釋褐（脫去平民衣裝）授江都尉。轉左金吾兵曹，佐江南西道采訪使幕。歷官大理評事、監察御史。入為殿中侍御史，為永州刺史，未行，改戶部員外郎。不久，佐江淮轉運使。時值安史之亂，劉迥饋運財賦，有力於職守。授著作郎，加檢校戶部郎中，國子司業，三領侍御史。大曆初年，官吉州刺史，三年績成，拜諫議大夫、給事中。建中元年（780年）七月卒於私第。有集五卷，已佚，《全唐詩》存詩四首。